# Бобрава (река)
Бо́брава (чеш. Bobrava) — река в Чехии, приток Свратки. Длина — 36 км. Площадь водосборного бассейна — 187 км². Среднегодовой расход воды — 0,4 м³/с.
Название реки происходит от бобров которые здесь водились.

## Приток
Река берет свое начало в лесах к западу от Домашова на высоте примерно 495 м. На всем протяжении она течет в основном в юго-восток. Протекает через деревни Рудка, Росице, Тетчице, Радостице и Желешице. В Поповицах он впадает в реку Свратка. Высота устья — 187 м.
В низовьях образуется долина Бобрава, который имеет статус природного парка Бобрава.

### Притоки
- Левые берег — Říčanský potok, Troubský potok
- Правый берег — Бела-Вода[5], Habřina